# Gérard Swertvaeger
Gérard Swertvaeger (né le 24 juillet 1942 à Thuit-Hébert, ou Étréville) est un coureur cycliste français, actif dans les années 1960 et 1970.

## Biographie
Ancien membre du VC Rouen, Gérard Swertvaeger a remporté le Grand Prix de l'Équipe et du CV 19e (ex Paris-Tours espoirs) en 1964, ou encore le championnat régional de Normandie en 1966. Il s'est également imposé à six reprises sur le Circuit du Roumois, un record. Malgré ses performances, il n'est jamais passé professionnel. 
En septembre 1965, il décroche la médaille de bronze au championnat du monde du contre-la-montre par équipes, sous les couleurs de l'équipe de France amateurs.

## Palmarès
- 1961
  - Circuit du Roumois
- 1963
  - 2e de Paris-La Ferté-Bernard
- 1964
  - Grand Prix de l'Équipe et du CV 19e
  - 2e de Paris-Forges-les-Eaux
  - 2e du Maillot des As
- 1965
  - Circuit du Roumois
  -  Médaillé de bronze du championnat du monde du contre-la-montre par équipes
- 1966
  - Champion de Normandie
  - Grand Prix Michel-Lair
  - 2e de Paris-Vendôme
  - 3e du championnat de France des sociétés
  - 3e du Maillot des As
- 1967
  - 2e de Paris-Dreux
  - 3e du Circuit de la Sarthe
- 1968
  - Circuit du Roumois
  - 2e de Gournay-Eu
  - 2e du Maillot des As
- 1969
  - Grand Prix de Gerponville
- 1970
  - Circuit du Roumois
  - 2e de Gournay-Eu
- 1971
  - Circuit du Roumois
- 1972
  - 2e du championnat de Normandie sur route
- 1973
  - Circuit du Roumois
  - 3e du Grand Prix de Gerponville